# 40 Гармонія
40 Гармонія — астероїд головного поясу, відкритий 31 березня 1856 року.